# Formatie van Aken

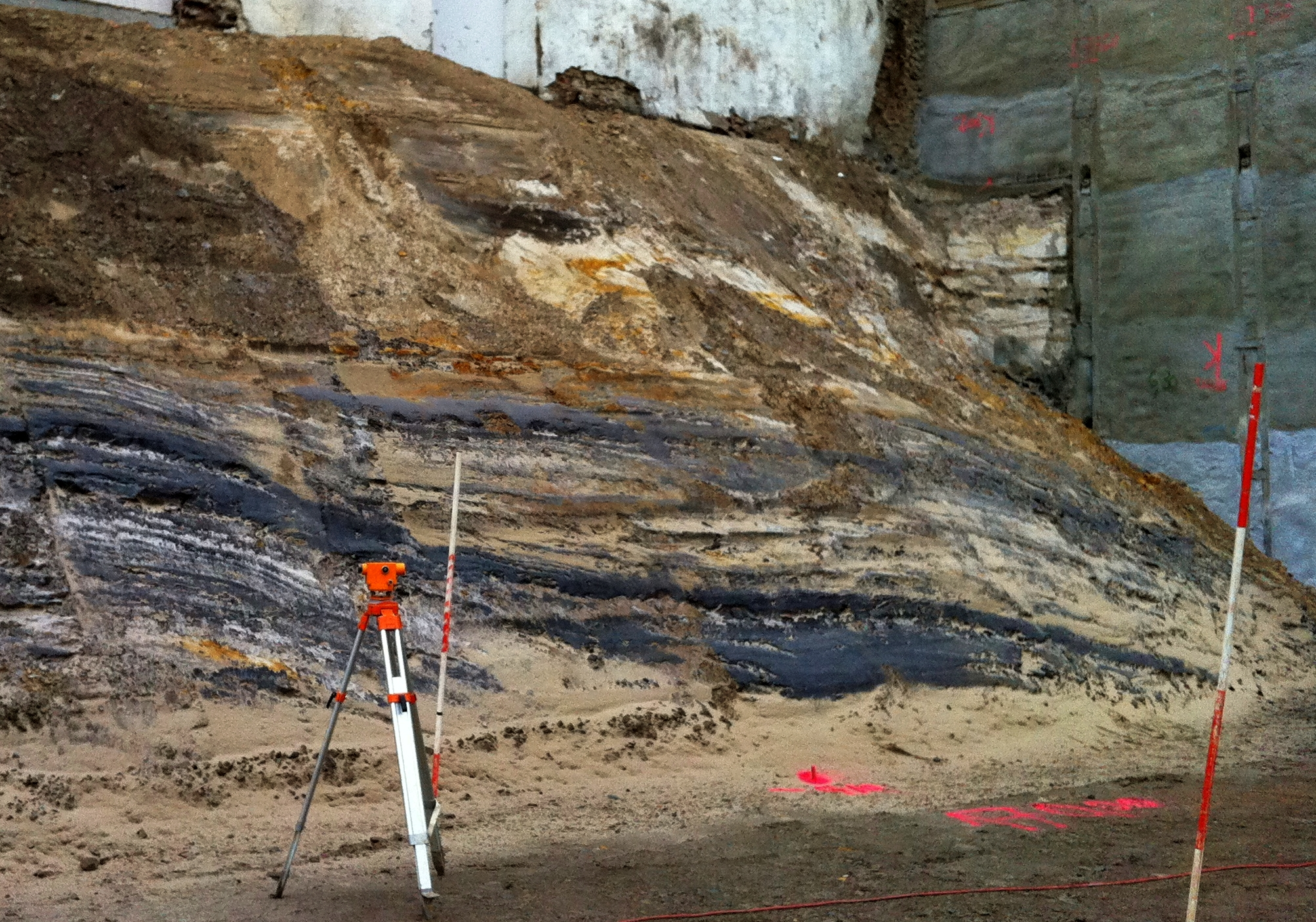
De donkere lagen van de Klei van Hergenrath met daarboven het Zand van Aken (lichtgekleurd). Beide laagpakketten zijn onderdeel van de Formatie van Aken. Foto van een tijdelijke bouwput in de stad Aken.

De Formatie van Aken, ook wel Akens zand of zand van Aken genoemd, is een geologische formatie in het zuiden van Nederland en noorden van België, die onderdeel uitmaakt van de Krijtkalk Groep. De formatie is genoemd naar de stad Aken.

## Gebied
De Formatie van Aken dagzoomt op verschillende plaatsen in het zuiden van Belgisch Limburg en Nederlands Limburg en het aangrenzende gebied in Duitsland. Daarnaast is ze ook te vinden in de ondergrond van West-Vlaanderen, waar ze een aquifer vormt waaruit drinkwater gewonnen wordt.
In Zuid-Limburg wordt aan de noordzijde begrensd door de Heerlerheidebreuk. In het gebied tussen deze breuk en de Schin op Geulbreuk is deze formatie slechts beperkt aanwezig. Ten zuiden van de Schin op Geulbreuk is de formatie zeer wijd verspreid aanwezig, maar niet overal in de bodem te vinden.

## Stratigrafie
De Formatie van Aken bestaat uit glauconiethoudend zand uit de geologisch tijdperken Santoon en Campaan (86,3 - 70,6 miljoen jaar geleden). Boven op de Formatie van Aken ligt de Formatie van Vaals.
De Formatie van Aken bestaat uit:
- Zand van Hauset: kleilagen, zandlagen en knollen in elf cycli
  - Horizont van Flög
- Zand van Aken: zandlagen in vier cycli
  - Horizont van Schampelheide
- Klei van Hergenrath: verschillende lagen klei en kleihoudend zand
  - Horizont van Hergenrath

De Formatie van Aken ligt over de Hercynische sokkel. De gesteentelagen van de sokkel zijn geplooid en overschoven: het contact tussen het Krijt en de sokkel is een discordantie. In Nederlands Zuid-Limburg en langs de linkeroever van de Maas in België tussen Namen en Luik bestaat de sokkel uit steenkoolhoudende lagen uit het Namuriaan en Westfaliaan (326 tot 305 miljoen jaar geleden, in het Carboon). Deze worden in Nederland de Formatie van Epen genoemd, in België zijn het formaties uit de Steenkoolgroep. Verder zuidelijk komen nog oudere lagen van de sokkel aan het oppervlak. In het Hertogenwoud liggen door de erosie achtergelaten eilanden van de Formatie van Aken direct op lagen uit het Cambrium.

## Typelocatie
De typelocatie van de Formatie van Aken is het bosgebied Aachener Wald op de grens van Duitsland met België ten zuiden van Aken.